# Renato Catuzzi
Renato Catuzzi (San Pancrazio Parmense, 18 aprile 1915 – ...) è stato un calciatore italiano, di ruolo portiere.

## Carriera
Nella stagione 1939-1940 ha giocato 8 partite in Serie C con il Messina. Durante il secondo conflitto mondiale ha militato nel Parma, con cui nel 1943-1944 ha preso parte al Campionato Alta Italia subendo 9 gol in 2 presenze. In seguito ha giocato in Serie B con il Suzzara, prima nella stagione 1945-1946 e successivamente nella stagione 1946-1947, nella quale ha giocato 39 partite. Nella stagione 1947-1948 ha giocato, sempre in Serie B, con il Verona, con cui ha subito 21 reti in 31 partite; l'anno seguente ha invece subito 28 reti in 14 presenze nella serie cadetta, non venendo riconfermato per la stagione successiva. Nella stagione 1949-1950 difende la porta della Carrarese, in Serie C.